# دروغ‌های زیبا (آلبوم بردی)
«دروغ‌های زیبا» (به انگلیسی: Beautiful Lies) سومین آلبوم استودیویی از بردی است که در ۲۵ مارس ۲۰۱۶ منتشر شد.